# 全日本ぷよ協会
全日本ぷよ協会（ぜんにほんぷよきょうかい、All Japan Puyo Association）は、コンピュータゲーム「ぷよぷよ」の普及とプレイヤーの技術向上のために1995年1月に株式会社コンパイル内に設立された団体。略称AJPA（あじゃぱ）、全ぷよ協。
コンパイルが「ぷよぷよ」の開発・販売を終えたため、2002年で休会（事実上解散）となった。

## 協会の活動
- 公式大会の主催、後援や、加盟店舗でのぷよぷよ大会の公認
- 会報の発行（隔月刊）
- 級段位の認定

## ぷよぷよ大会

### 大会の区分
- 全日本ぷよマスターズ大会
  - 第一回大会が1995年1月15日に東京・有明コロシアムで行われた[2]。
  - 競技にはメガドライブ版のぷよぷよを使用。32名が本戦に進出、4名で決勝戦が行われた。
- 公式大会（コンパイル主催）
- 公認大会（加盟団体主催）

### 参加資格による区分
- 一般大会
- レディース大会（女性限定）
- シルバー大会（60歳以上）
- ナイスミドル大会（30歳以上）
- ジュニア大会（小学生以下）
- 初中級者大会（大会によって呼称、参加可能な級位の基準が異なる。）

### いろいろな大会
- ぷよ名人戦
- 昇段戦
- AJPA杯
- ばよえ～んツアー
- シルバーぷよマスターズ大会

## タイトル
- グランドマスター
- 名人
- 得点王

## 称号
ぷよぷよ大会の成績により与えられる。
- 優勝　マスター
- 準優勝　キング（男性）、クイーン（女性）
- 3位　ナイト
- 4位　ポーン

## 級段位認定
級位は、協会公認以上の大会に参加し、本選に出場した時点で9級認定の資格を得る。8級以上の級位は、本選トーナメントにて2勝することにより、現在の級位より1段階昇級し、以降1勝するごとに1段階昇級する資格を得る事が出来（いずれも3位決定戦を除く）、本選終了後に認定される。
初段は、昇級の結果、1級を超える級位となった場合、協会に申請することにより認定される。
二段以上は、昇段戦に参加し所定の成績をあげることにより認定される。昇段戦は各段位ごとに行われる。